# シテキ
シテキ（Siteki) は、エスワティニの都市。人口5589人（2013年）。1997年の人口は4157人だった。エスワティニ東部に位置し、ルボンボ地方の政庁所在地である。標高619mの高原にあり、25km東にはモザンビークとの国境がある。